# سیارک ۲۲۳۳
سیارک ۲۲۳۳ (به انگلیسی: 2233 Kuznetsov، نامگذاری:1972XE1) دو هزار و دویست و سی و سومین سیارک کشف شده‌است که در ۳ دسامبر ۱۹۷۲ کشف شد.
قدر مطلق سیارک برابر ۱۲٫۷۰ است.